# Efraim
Efraim var ifølge Bibelen en søn af Josef og sønnesøn af Jakob. Han og hans bror Manasse blev optaget sammen med Jakobs sønner som velsignede personer der skulle blive forfædre til Israels stammer. Der eksisterede derfor ingen Josef stamme. 

Han og broderen blev stamfædre, fordi Levi stamme sædvanligvis ikke regnes med blandt de tolv. Efraim fik et ganske stort område nord for Juda. 

Efraim stamme spillede en stor rolle i tistammeriget efter delingen af landet.